# Una mujer destruida
Una mujer destruida (en inglés, Smash-Up, the Story of a Woman) es una película dramática estadounidense de 1947 del estilo film noir dirigida por  Stuart Heisler y protagonizada por Susan Hayward y Eddie Albert en sus papeles principales. El guion fue escrito por John Howard Lawson, basado en la historia de Dorothy Parker, Frank Cavett y Lionel Wiggam. 

## Argumento

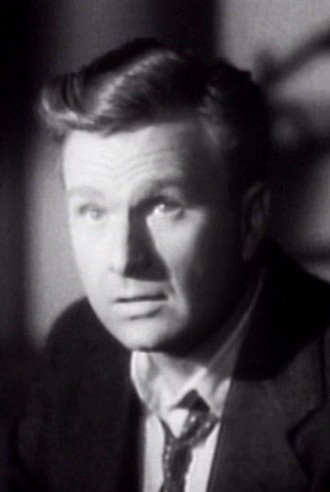
Eddie Albert, uno de los protagonistas de Una mujer destruida

Angie, cantante de un club nocturno, se involucra con otro cantante, Ken Conway (Lee Bowman), cuya carrera aún no ha despegado. Su agente Mike Dawson (Charles D. Brown) ayuda a que Ken y el pianista Steve Anderson (Eddie Albert) tengan un lugar en un programa de radio cantando canciones de vaqueros. Ken canta una balada el día en que Angie, ahora su esposa, da a luz a su hija. La atención que recibe lo lleva a una nueva oportunidad profesional. La canción de Ken pronto es un gran éxito, ganando popularidad y riqueza, mientras que Angie se queda en casa, con su carrera estancada. Ella comienza a beber. Ken cuenta con ella para presentar una imagen sofisticada para sus nuevos amigos y contactos de la alta sociedad, pero su alcoholismo empeora, por lo que la secretaria Martha Gray (Marsha Hunt) acude en ayuda de Ken.
No pasa mucho tiempo antes de que Angie esté segura de que Martha y su esposo están teniendo una aventura. Steve intenta intervenir en nombre de Angie, pero puede ver que Martha se ha enamorado de Ken. Angie descuida al niño, sigue bebiendo y luego crea una escena en una fiesta. Ken pide el divorcio y la custodia. Mike ayuda a Angie a conseguir trabajo en un club. Está decidida a mantenerse sobria para recuperar la custodia de su hija. En cambio, termina en un bar y se despierta a la mañana siguiente en el apartamento de extraños que la encontraron desmayado en las escaleras.
Angie secuestra a su hija del parque mientras la enfermera no está mirando. Van a una casa en el campo donde Angie obedientemente le da la cena a la niña y la acuesta. Después de cantar a su hija para que se duerma, se olvida de un cigarrillo encendido en la habitación. Abajo, comienza a beber y se pierde en los recuerdos. Los gritos de la niña finalmente la alertan y Angie la rescata de las llamas, pero ella misma sufre graves quemaduras faciales.
Al darse cuenta de que ha tocado fondo, Angie está segura de que ahora puede seguir adelante felizmente. Ken ha hablado de las cosas con su médico y siente que le gustaría tratar de apoyarla.

## Reparto
- Susan Hayward como Angie Evans
- Lee Bowman como Ken Conway
- Eddie Albert como Steve Anderson
- Marsha Hunt como Martha Gray
- Carl Esmond como Dr. Lorenz
- Carleton Young como Fred Elliott
- Charles D. Brown como Michael Dawson
- Janet Murdoch como la señora Kirk, canguro del niño de Angelica
- Sharyn Payne como Angelica "Angel" Conway
- Robert Shayne como el señor Gordon
- Erville Alderson como granjero
- Lee Shumway como Benson el portero

## Premios y distinciones
Premios Óscar
| Año  | Categoría       | Persona                       | Resultado |
| ---- | --------------- | ----------------------------- | --------- |
| 1948 | Mejor actriz    | Susan Hayward                 | Nominada  |
| 1948 | Mejor argumento | Dorothy Parker y Frank Cavett | Nominados |